# Ulla Strömstedt
Ulla Strömstedt (* 27. November 1939 in Stockholm; † 13. Juni 1986 in Cannes, Frankreich) war eine schwedische Schauspielerin.

## Leben
Strömstedt beendete im Jahr 1958 ihr Studium in Stockholm und studierte daraufhin Französisch und Kunst in Paris; unter anderem an der Sorbonne. Es folgte ein Schauspielstudium am The Actors Studio. 1961 heiratete sie in Los Angeles Gilbert Cole und erhielt in diesem Jahr auch ihre erste Fernsehrolle. Nach Gastrollen in verschiedenen Fernsehserien wurde sie 1965 für die wiederkehrende Rolle der Ulla Norstrand in der Serie Flipper besetzt, die sie in zwölf Episoden darstellte. Strömsted spielte 1963 die weibliche Hauptrolle im schwedischen Thriller Den gula bilen von Arne Mattsson. 1965 hatte sie eine Komparsenrolle in der Doris-Day-Komödie Bitte nicht stören!. 1967 war sie im B-Movie Catalina Caper zu sehen, über den sich die Serie Mystery Science Theater 3000 der in der dritten Staffel lustig machte.
1968 zog die Familie nach Europa, wo sie zunächst in London, Paris und Brüssel lebten, und sich 1978 in Cannes niederließen. Während dieser Zeit hatte sich Strömstedt völlig vom Showgeschäft zurückgezogen. Zuletzt war sie in den deutschsprachigen Fernsehproduktionen Achtung Zoll! und Der Sonne entgegen zu sehen.
Strömstedt verstarb 1986 in Cannes. Aus ihrer Ehe ging ein Sohn hervor.

## Filmografie (Auswahl)

### Fernsehen
- 1961: Route 66
- 1961: Ein Playboy hat’s schwer (The Tab Hunter Show)
- 1962: Surfside 6
- 1965–1966: Flipper
- 1966: Tennisschläger und Kanonen (I Spy)
- 1966: Ein Käfig voller Helden (Hogan’s Heroes)
- 1967: Tarzan
- 1967: Immer wenn er Pillen nahm (Mr. Terrific)
- 1981: Achtung Zoll!
- 1985: Der Sonne entgegen

### Film
- 1963: Den gula bilen
- 1965: Bitte nicht stören! (Do Not Disturb)
- 1967: Catalina Caper